# Vita lejonets orden

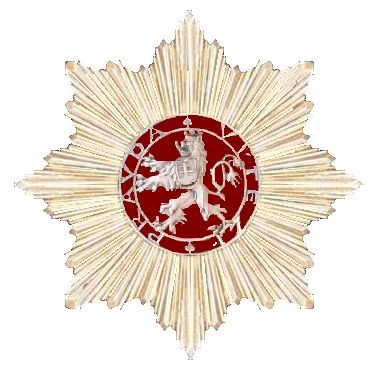
1:a klass av Vita lejonets orden (1922–1961).

Vita lejonets orden (tjeckiska: Řád Bílého lva), är en orden instiftad 1922 av dåvarande Tjeckoslovakiens president Tomáš Garrigue Masaryk. Orden finns i en civil och en militär avdelning för belöning av inhemska och utländska medborgare. Den inspirerades av det tjeckiska adelskorset som skapades 1814 av kejsaren och kung Frans I och tilldelas till 37 böhmiska adelsmän. Orden fortsatte att existera i tills Tjeckoslovakiens upplösning 1993. Den återinstiftades 1994 i fem grader där den första graden är den högsta och inkluderar en kedja. Ordens kedja kan bara utdelas till statschefer.

## Stadgar
Orden utdelas på två basis:
- (a) för att hedra medborgare i Tjeckien för mest framstående tjänster till staten, särskilt inom områdena politik, offentlig förvaltning, utveckling av ekonomi, vetenskap, teknik, kultur, konst eller utbildning, för framstående bidrag till försvar och statens säkerhet, för utmärkt ledarskap och tapperhet i strid, för vetenskapliga prestationer och kompetens inom de militära och försvarsmässiga områdena och för lysande gärningar som ökar landets internationella rykte;

- (b) för att hedra personer som inte är medborgare i Tjeckien för överlägsna prestationer som bidrar till välfärden i Tjeckien.

## Släpspännen
| Vita lejonets ordens släpspännen | Vita lejonets ordens släpspännen | Vita lejonets ordens släpspännen | Vita lejonets ordens släpspännen | Vita lejonets ordens släpspännen |
|                                  | ČSSR (1961 – 1990)               | ČSFR (1990 – 1992)               | Tjeckien (sedan 1994)            |                                  |
| -------------------------------- | -------------------------------- | -------------------------------- | -------------------------------- | -------------------------------- |
| I-klass                          |                                  |                                  |                                  |                                  |
| II-klass                         |                                  |                                  |                                  |                                  |
| III-klass                        |                                  |                                  |                                  |                                  |
| IV-klass                         | ej skapad                        |                                  |                                  |                                  |
| V-klass                          | ej skapad                        |                                  |                                  |                                  |